# سامي مكي العاني
سامي مكي العاني باحث وأكاديميّ عراقي، من أكثر الباحثين تنقيباً عن تاريخ الادب العربي ومعترف به عالميا ودراساته معتبرة لدى الجامعات الغربية.

## سيرته
سامي مكي العاني باحث معاصر، عراقي الأصل من الأسرة الكيلاني ذرية عبد القادر الكيلاني، رسالته التي قدمها لنيل الماجستير وعنوانها «ديوان كعب بن مالك الأنصاري دراسة وتحقيق» بإشراف الدكتور يوسف خليف وناقشها الدكتور شوقي ضيف والدكتور عبد الحميد يونس ،وكتب اسمه في المطبوع هكذا الدكتور سامي مكي العاني عميد كلية الآداب الجامعة المستنصرية، والرسالة طبعت في عالم الكتب بيروت ط.2 سنة 1417هـ وله كتاب بعنوان دراسات في الشعر الإسلامي وهو أيضاً مطبوع.
درّس في جامعات عربية وعالمية عديدة منها جامعة هارفارد (1956 ـ 1957)، وحرر في موسوعات عالمية منها الموسوعة البريطانية ودائرة المعارف الإسلامية وكتـبَ مواداً كثيـرة في هاتيـن الموسوعتين منهـا المواد (عريف) و(البطائح) و(دير الجماجم) و(عوانة بن الحكم).
شارك في عدد كبير من اللجان المشكّلة في العراق لبحث شؤون تدريس التاريخ وكتابته. كما شارك في عدد كبير من المؤتمرات والندوات العلمية عن التاريخ وما يتّصل به.

## منهاجه
العلي من طراز المؤرخين الكبار الذين انشغلوا بفكرة التاريخ، أي كيف يستخرج الفكرة من حدث معين. ويقول في نهاية المطاف: إن العرب كان هذا قصدهم أو هدفهم من إنجاز ما، من فعل ما.
إن منهجه البحثي التاريخي يتميز بالعناصر التالية:
- أعطى الصورة التي أعتقد أن المصادر تصورها لذلك الماضي.
- تنظيم المادة وعرضها ثم تحليلها وإيجاد الصلة بينهما.
- ارتباط التحليلات وإبرازها جدلياً مع الحوادث والمؤسسات الأخرى.
- إيراده للمادة التي يعتقد بصحتها أو أنها أقرب إلى الصواب.[2]

## من كتبه
1. دُمية القصر، وعُصْرَة أهل العصر.
2. اشعار النساء، محمد بن عمران المرزباني ( متوفي 384 هـ) تحقيق: سامي مكي العاني وهلا ناجي ناشر: دار الرسالة للطاباعة.
3. كعب بن مالك شاعر العقيدة الإسلامية , طبع في دار القلم / سوريا , 152 , 1990 سنة النشر.
4. منهج تحقيق النصوص ونشرها للدكتور نوري حمودي القيسي والدكتور سامي مكي العاني، بغداد 1395.
5. الإسلام والشعر.[3]
6. أخبار الموفقيات، للزبير بن بكار تحقيق الدكتور سامي مكي العاني.

## جوائز وتكريم
حاز جائزة الملك فيصل العالمية للدراسات الإسلامية عام 1409 هـ، 1989م. وجاء في حيثيات منحه الجائزة أن الدكتور العلي يستحق الجائزة لتفوقه الرائع على جميع المؤرخين العرب والمسلمين في غزارة، وجودة ما أنتج من دراسات رائدة ومعتمدة.